# Wollaston (cráter)

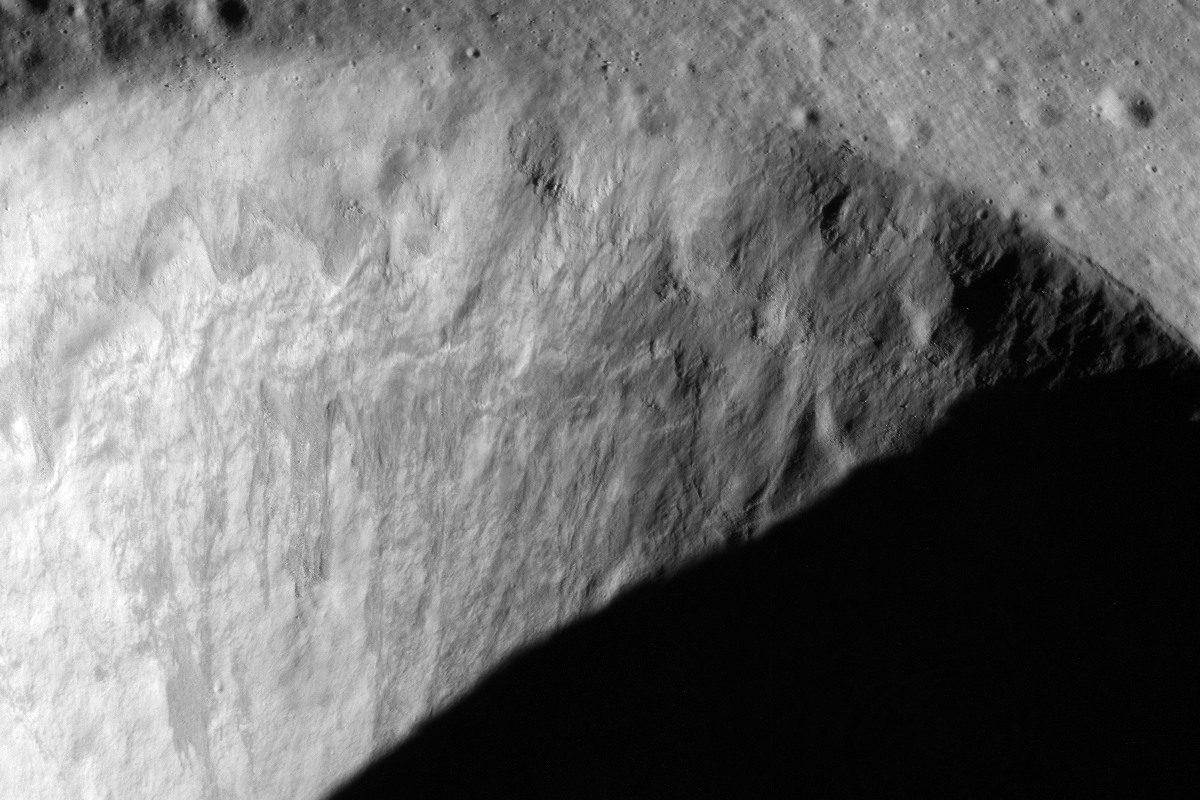
Detalle de Wollaston

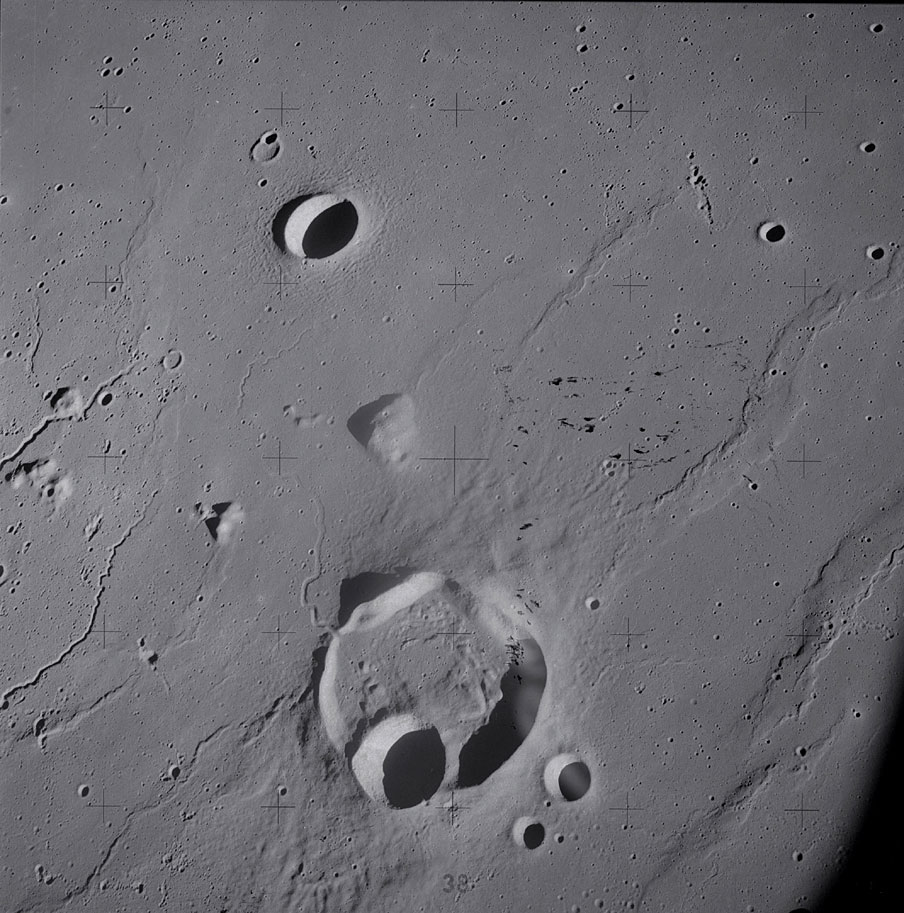
Wollaston (arriba a la izquierda) y Krieger. Fotografía de la misión Apolo 15.

Wollaston es un cráter de impacto lunar relativamente pequeño, ubicado en el Oceanus Procellarum. Al noroeste se localiza el cráter Nielsen, de similar tamaño, y al sureste se halla Krieger, algo mayor. Se localizan varias pequeñas grietas al suroeste de Wollaston, que forman parte de las Rimae Prinz.
|  |
|  |

Este es un cráter circular con forma de cuenco. Su albedo es más alto que el mar lunar circundante. Posee un borde elevado, libre de erosión por otros impactos, y está rodeado por una pequeña falda radial de materiales eyectados.

## Cráteres satélite
Por convención estos elementos son identificados en los mapas lunares poniendo la letra en el lado del punto medio del cráter que está más cerca de Wollaston.
|           | \| Wollaston \| Coordenadas \| Diámetro \| \| --------- \| ----------------------------- \| -------- \| \| D \| 33°06′N 48°42′O / 33.1, -48.7 \| 5 km \| \| N \| 28°18′N 48°06′O / 28.3, -48.1 \| 6 km \| \| P \| 29°18′N 49°54′O / 29.3, -49.9 \| 5 km \| \| R \| 29°30′N 50°48′O / 29.5, -50.8 \| 6 km \| \| U \| 31°00′N 52°54′O / 31.0, -52.9 \| 3 km \| \| V \| 30°54′N 54°00′O / 30.9, -54.0 \| 4 km \| |          |
| Wollaston | Coordenadas | Diámetro |
| D         | 33°06′N 48°42′O / 33.1, -48.7 | 5 km     |
| N         | 28°18′N 48°06′O / 28.3, -48.1 | 6 km     |
| P         | 29°18′N 49°54′O / 29.3, -49.9 | 5 km     |
| R         | 29°30′N 50°48′O / 29.5, -50.8 | 6 km     |
| U         | 31°00′N 52°54′O / 31.0, -52.9 | 3 km     |
| V         | 30°54′N 54°00′O / 30.9, -54.0 | 4 km     |

Los siguientes cráteres han sido renombrados por la UAI:
- Wollaston C - véase Nielsen

## Referencias

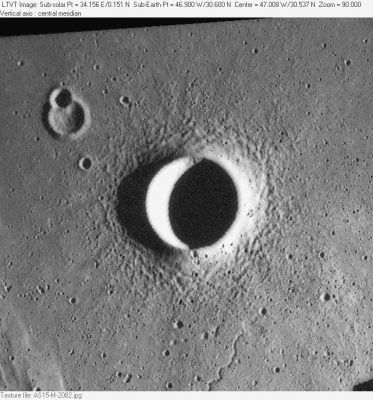
Fotografía de la misión Apolo 15